# М'ясоєдово (Гагарінський район)
М'ясоєдово (рос. Мясоедово) — присілок Гагарінського району Смоленської області Росії. Входить до складу Ашковського сільського поселення.